# Lessove
La lessove, appelée aussi los papos ou pape dans le Cantal, désigne, dans le massif du Sancy en Auvergne, une bouillie traditionnelle de la cuisine auvergnate, consommée au dessert ou au petit-déjeuner.

## Ingrédients et préparation
La bouillie de lessove se prépare avec de la farine de froment, de la farine de blé noir, du lait, du sel et du sucre. Le lait est bouilli, tandis que les deux sortes de farine sont mélangées avec le sel dans un grand saladier, avant d'être mêlées au lait bouillant. La préparation est ensuite épaissie lors de la cuisson au feu. Le sucre est ensuite ajouté en laissant caraméliser la croûte. Le mets se durcit, et, une fois la cuisson terminée, elle forme un bloc durci devant être découpé en tranches qui sont ensuite poêlées au beurre sur les deux faces, servies croustillantes à température chaude.